# Becherovka
Becherovka lyssna (fil) är en örtbitter som görs i Karlovy Vary i Tjeckien av det tjeckiska likörföretaget Jan Becher. Bittern smaksätts med anisfrön, kanel samt runt 32 andra örter. Alkoholhalten är på 38 procent. Becherovka serveras vanligtvis kall och används ofta som en digestif. Den kan även serveras med tonic och bildar då drinken beton, som är tjeckiska för betong. Drycken används i flera länder i det gamla Östblocket som ett botemedel mot artrit.

## Historia
Den första kommersiella produktionen av becherovka startade 1807.
Från 1998 till 2003 såldes en slovakisk version av drycken som tillverkades av Zdeněk Hoffmann i Domažlice i Böhmen som menade att Alfred Becher hade givit receptet till Hoffmanns morfar 1939, med rätten att tillverka produkten, då han var orolig att hemligheten inte skulle överleva kriget. Han kunde inte bevisa detta i rätten, varefter han 2007 dömdes av domstolen i Domažlice.
Idag finns det bara två personer som känner till hela produktionsprocessen. De båda är de enda som tillåts gå in i Drogikamr-rummet, där de en gång i veckan förbereder en blandning av de många örter och kryddor som används. Några av kryddorna importeras och några odlas i närheten.